# Principe van Le Chatelier
Het principe van Le Chatelier of het principe van de kleinste dwang is een thermodynamisch principe dat in de scheikunde gebruikt wordt om te voorspellen hoe het chemisch evenwicht van een bepaalde reactie zal verschuiven als één of meerdere van de reactiecondities gewijzigd worden.
Het principe kan als volgt samengevat worden:

Als in een chemisch systeem een verandering optreedt in concentratie, temperatuur, volume of totale druk, met andere woorden, een evenwichtsverstoring, dan zal het evenwicht zodanig verschuiven dat die verandering tegengegaan wordt. Uiteindelijk evolueert het systeem naar een nieuw evenwicht.

Het principe is vernoemd naar de Franse scheikundige Henry Louis Le Chatelier, die het in 1884 formuleerde. Het wordt ook wel het principe van Le Chatelier en Van 't Hoff genoemd, naar de Nederlandse scheikundige Jacobus van 't Hoff. Het principe is gebaseerd op het feit dat de evenwichtsconstante voor een gegeven reactie constant is bij een bepaalde temperatuur.

## Verstoring van het chemisch evenwicht

### Concentratie
Als de concentratie van een van de reactiepartners verandert, zal het evenwicht zodanig verschuiven dat die concentratieverandering wordt tegengewerkt. Dit kan worden geïllustreerd met de reactie van koolstofmonoxide en waterstofgas tot methanol.
{\displaystyle \mathrm {CO\ +\ 2\ H_{2}\ \rightleftharpoons \ CH_{3}OH} }
Als de CO-concentratie wordt verhoogd, zal het systeem die concentratieverandering proberen ongedaan te maken door het evenwicht naar rechts te verschuiven, en dus zal de concentratie aan methanol toenemen. Omgekeerd zal, als de CO-concentratie wordt verlaagd, het evenwicht naar links verschuiven. De hoeveelheid methanol zal dan verminderen.
Dit principe is een gevolg van het feit dat de evenwichtsconstante voor deze reactie constant is bij een bepaalde temperatuur. De verhouding van reactieproducten en reagentia ligt vast. Iedere verandering in concentratie verstoort het evenwicht en zal tot gevolg hebben dat het evenwicht wordt hersteld.

#### Chromaat-dichromaatevenwicht

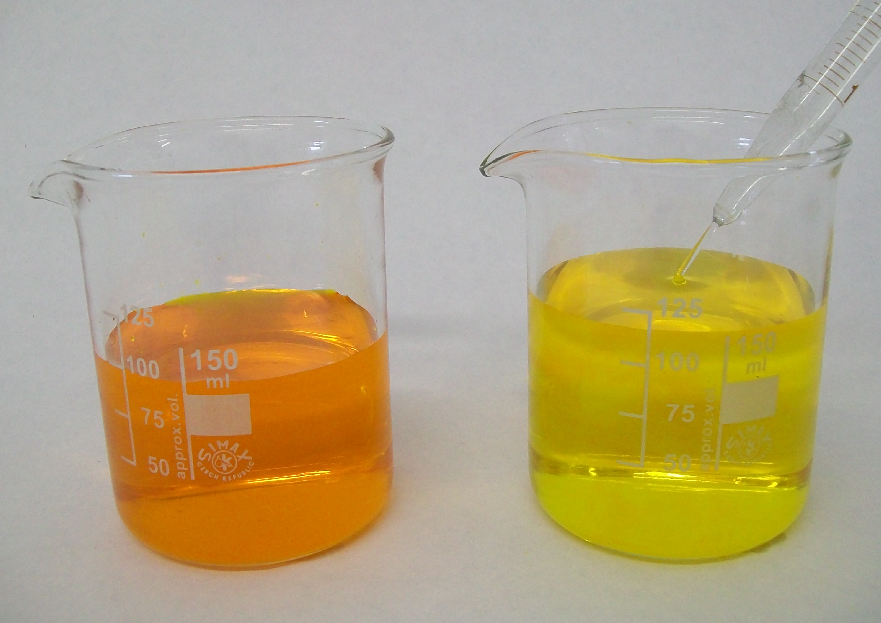
Verschuiving van chemisch evenwicht door toevoeging van natriumhydroxide aan een dichromaat-oplossing.

Een klassiek voorbeeld van een zichtbare verschuiving van een chemisch evenwicht is een waterige oplossing van kaliumdichromaat waaraan natriumhydroxide wordt toegevoegd. Het dichromaat-anion is in water steeds in evenwicht met het chromaat-anion:
{\displaystyle \mathrm {Cr_{2}O_{7}^{2-}\ +\ H_{2}O\ \rightleftharpoons \ 2\ CrO_{4}^{2-}\ +\ 2\ H^{+}} }
In water ligt het evenwicht naar de linkerzijde, waardoor de oplossing oranje is gekleurd (er is dus veel meer dichromaat dan chromaat aanwezig). Wanneer natriumhydroxide wordt toegevoegd, zal het evenwicht verschuiven, omdat de hydroxide-ionen reageren met de protonen in de oplossing. Hierbij wordt water gevormd. Het evenwicht zal naar rechts verschuiven om de verminderde protonenconcentratie weer te verhogen. Bijgevolg zal er dichromaat worden omgezet in chromaat en zal de oplossing verkleuren tot geel. Bij voldoende aanzuren van de oplossing wordt het evenwicht naar links gedreven en zal de oplossing opnieuw oranje kleuren.

### Temperatuur
De verhoging of verlaging van de temperatuur kan een significante invloed uitoefenen op de ligging van het evenwicht. Als voorbeeld kan de synthese van ammoniak uit stikstofgas en waterstofgas gelden, een exotherme reactie (ΔH° = -46,11 kJ/mol):
{\displaystyle \mathrm {N_{2}\ +\ 3\ H_{2}\ \rightleftharpoons \ 2\ NH_{3}} }
Als de temperatuur wordt verhoogd, zal het systeem ervoor zorgen dat er minder warmte vrijkomt. Het evenwicht zal dus naar links verschuiven. Bij een temperatuursdaling zal het systeem daarentegen meer warmte produceren: het evenwicht zal dan naar rechts verschuiven.
In het haber-boschproces, dat in de industrie wordt toegepast voor de synthese van ammoniak, moet er een keuze gemaakt worden wat de temperatuur betreft: de reactiesnelheid stijgt namelijk met de temperatuur, maar hoe hoger de temperatuur is, hoe lager het rendement (wegens verschuiving van het evenwicht). Bij industrieel toegepaste exotherme reacties is het dus belangrijk om een compromis te vinden tussen chemische kinetiek en thermodynamica. Een katalysator (ijzer) biedt in dit voorbeeld soelaas: de reactiesnelheid is aldus voldoende hoog bij een relatief lage temperatuur.

#### Thermodynamische beschrijving
In thermodynamische termen kan worden aangetoond dat de variatie van de evenwichtsconstante met de temperatuur (bij constante druk) kan worden gerelateerd aan de reactie-enthalpie:
{\displaystyle \left({\frac {\partial \left(\ln {K}\right)}{\partial T}}\right)_{p}={\frac {\Delta _{\rm {r}}H^{\ominus }}{RT^{2}}}}
Dit verband is de van-'t-hoffvergelijking en toont aan dat de verandering van de evenwichtsconstante {\displaystyle K} met de temperatuur wordt bepaald door de standaardreactie-enthalpie.

### Totale druk of volume
Als voorbeeld voor druk- dan wel volumeverandering kan het evenwicht tussen stikstofdioxide (oranjebruin) en distikstoftetraoxide (lichtgeel) gelden:
{\displaystyle \mathrm {N_{2}O_{4}\ \rightleftharpoons \ 2\ NO_{2}} }
Het aantal mol links bedraagt 1, terwijl het aantal mol rechts 2 bedraagt. Via de wet van Avogadro staat vast dat een gelijk aantal mol gas een gelijk volume inneemt. De deeltjes aan de rechterzijde van de reactie nemen dus een groter volume in.
In het geval dat men de druk verhoogt (of het volume verkleint), zal het evenwicht verschuiven naar de zijde van het kleinste aantal deeltjes. In dit geval is dat de kant van distikstoftetraoxide. Het gas zal dus lichtgeel verkleuren. Wanneer de druk wordt verlaagd, kunnen de deeltjes meer ruimte innemen en zal het evenwicht verschuiven naar de zijde met het grootste aantal deeltjes. In bovenstaand geval is dit naar de kant van stikstofdioxide. Het gas zal nu bruiner verkleuren.
Ook bij reacties in oplossing geldt hetzelfde principe, omdat de concentratie evenredig is met de druk (het aantal deeltjes per volume). Een concentratietoename heeft dus hetzelfde effect als een druktoename, terwijl een verdunning hetzelfde oplevert als een drukverlaging.